# Unha de caranguejo
Unha de caranguejo é um salgado brasileiro, de origem paraense, feito com massa de farinha de trigo ou batata ou mandioca, que envolve um recheio elaborado com carne temperada de caranguejo.
É um dos petiscos de rua mais populares do Pará. É um salgadinho empanado e frito, com formato semelhante à coxinha de frango, mas é recheado com carne de caranguejo e tem uma unha de caranguejo espetada na ponta. Resumidamente, uma porção de polpa de caranguejo desfiada e bem temperada é envolta com massa de batata, empanado e frito.
Como é um dos salgados mais vendidos, existe uma fábrica na cidade de Bragança que fornece a carne de caranguejo para a região. Ela compra cerca de 5 mil caranguejos por dia para dar conta de suprir a procura pelo produto.

## Ingredientes
Os ingredientes da unha de caranguejo são:
- patinhas de caranguejo
- alho
- cheiro verde
- massa de caranguejo
- limão
- cebola
- batata
- pão amanhecido
- leite
- azeite
- farinha de rosca
- ovos
- óleo para fritar

## Preparo
As patinhas de caranguejo devem ser temperada e ficar de molho por 15 minutos. Depois disso, são lavadas com suco de limão e temperadas novamente com alho, cebola e sal. A massa de caranguejo deve ser refogada.
Para a massa, os miolos de pão amanhecido devem ficar 3 minutos de molho no leite, e depois é adicionada a batata cozida e amassada, e o caranguejo refogado. Cada patinha de caranguejo é envolta com a massa e empanada (ou seja, passada em clara de ovo e em farinha de rosca). São fritas em óleo quente logo antes de serem servidas.